# Бангальтер, Тома
Тома́ Бангальте́р (французское произношение: [tɔma bɑɡaltɛʁ]; фр. Thomas Bangalter; род. 3 января 1975, Париж, Франция) — французский диджей, композитор, продюсер, режиссёр; участник хаус-группы Daft Punk.

## Биография
Тома Бангальтер родился в Париже. Он начал играть на фортепиано в возрасте шести лет. Бангальтер заявил в видео-интервью, что его родители были строги в поддержании своей практики, за что впоследствии он поблагодарил их. Его отец, Daniel Vangarde был известным композитором и продюсером таких исполнителей, как Gibson Brothers, Ottawan и Sheila and B. Devotion. Как выразился Бангальтер, «Я никогда не был намерен делать то, что делал мой отец». Отец Бангальтера еврей, но семья не считает себя религиозной.
В 1992 году совместно с Ги-Манюэлем де Омем-Кристо (фр. Guy-Manuel de Homem Christo) создали хаус-группу Daft Punk, распавшуюся 22 февраля 2021 года. Он также записал и выпустил музыку в качестве члена трио Stardust, и в качестве сольного исполнителя, включая композиции для фильмов Гаспара Ноэ Необратимость и Экстаз.
Владеет музыкальным лейблом Roulé. Бангальтер проживает в Беверли Хиллз, Калифорния, с женой, французской актрисой Элоди Буше, и двумя сыновьями — Тара-Джеем (род. 22.01.2002) и Роксаном (род. 02.06.2008).

## Карьера

### 1987–2000: Ранние годы и формирование Daft Punk
Бангальтер встретил Ги-Мануэля де Омем-Кристо, когда они учились в лицее Карно в 1987 году. Они обнаружили свое общее увлечение фильмами и музыкой 1960-х и 1970-х годов, "очень простыми культовыми вещами для подростков, от Easy Rider до The Velvet Underground." В конечном итоге они и Лоран Бранковитц объединились, чтобы создать инди-рок трио под названием Darlin', в котором Бангальтер играл на бас-гитаре. Бангальтер чувствовал, что "это все еще было, возможно, более подростковым увлечением в то время. Знаешь, все хотят быть в группе." Негативный отзыв в журнале Melody Maker охарактеризовал их музыку как "глупый панковский трэш" англ. a daft punky thrash, что вдохновило Бангальтера и де Омем-Кристо на выбор нового названия для их группы.
Незадолго до достижения 18-летия новосформированная группа Daft Punk заинтересовалась электронной музыкой, что привело к тому, что Бранквиц покинул группу в поисках новых возможностей с парижской группой Phoenix. В 1993 году Бангальтер представил демо-материалы Daft Punk Стюарту Макиллану из группы Slam, что привело к их первому синглу "The New Wave". Даниэль Вангарде предоставил дуэту ценные советы. "Он помог нам, объяснив, как устроена музыкальная индустрия и как она работает. Зная это, мы сделали определенные выборы, чтобы достичь того, чего хотели."
Daniel Vangarde был поблагодарен за его усилия в линерных заметках альбома Homework. Название альбома частично связано с тем, что Homework был записан в спальне Бангальтера. Как он заметил: "Мне пришлось передвинуть кровать в другую комнату, чтобы освободить место для оборудования." В последующие годы после выхода альбома в 1997 году Бангальтер сосредоточился на своем собственном лейбле Roulé (англ. Roulé) ("катится" по-французски). Лейбл выпустил синглы таких исполнителей, как Romanthony, Roy Davis Jr. и сам Бангальтер, среди прочих. В 1996 году Бангальтер входил в группу под названием Da Mongoloids, состоящую из Арманда Ван Хелдена, Бангальтера и Джуниора Санчеса, под лейблом Strictly Rhythm. Они создали песню "Spark da Meth", которая была их единственной песней. Соло-работы Бангальтера были выпущены на двух виниловых EP под названием Trax on da Rocks в 1995 и 1998 годах соответственно. Песни "Outrun", "Extra Dry" и "Turbo" из этих EP позже появились в видеоигре Midnight Club II. Трек "On da Rocks" был представлен в видео за кулисами "Da Funk", включенном в D.A.F.T.: A Story About Dogs, Androids, Firemen and Tomatoes. Бангальтер сотрудничал с Аланом Браксом и Бенжаменом Даймондом и в 1998 году выпустил клубный хит "Music Sounds Better with You" под именем Stardust. Как и в случае с Homework, сингл был записан в домашней студии Бангальтера.
Примерно в то же время, когда вышел "Music Sounds Better with You", Бангальтер совместно с продюсером выпустил второй сингл Боба Синклера под названием "Gym Tonic". Сингл вызвал небольшую спор, так как в нем использовались сэмплы из видеотренировки Джейн Фонды, что привело к тому, что сама Фонда отказалась дать разрешение на официальное издание сингла. Другая группа под названием Spacedust выпустила переработанную версию трека под названием Gym and Tonic на лейбле East West Records, которая имела больший коммерческий успех. "Gym and Tonic" стала синглом номер один в Великобритании вскоре после того, как "Music Sounds Better with You" достиг второго места в том же чарте.
В 1998 году Бангальтер и де Омем-Кристо сотрудничали с Romanthony в рамках первых сессий альбома Discovery. Один из произведенных треков, "One More Time", стал самым успешным синглом Daft Punk в 2000 году. Бангальтер также сыграл на синтезаторе Yamaha CS-60 в треке "Embuscade" на дебютном альбоме Phoenix под названием United, который был выпущен в том же году. Он также объединился с DJ Falcon под именем Together для выпуска их одноименного сингла в 2000 году.

### 2000–2020: Дальнейшее творчество Daft Punk и сольное творчество
Бангальтер написал музыку к фильму "Необратимость", который вышел в 2002 году. Позже был выпущен саундтрек с тем же названием, в который вошли треки Бангальтера, а также произведения Густава Малера, Этьена Дао и Бетховена, использованные в фильме. Североамериканские версии альбома содержат только треки Бангальтера. Три трека из EP Trax on da Rocks были включены в альбом: "Outrun", "Ventura" и "Extra Dry". В 2002 году также вышел трек, продюсированный Бангальтером, "113 Fout La Merde" для французской хип-хоп группы 113. В музыкальном видео он танцует, надев свой шлем Daft Punk.
В 2003 году Together выпустили сингл "So Much Love to Give". Трек Эрика Придза "Call on Me", основанный на песне Стива Уинвуда "Valerie", ошибочно считался релизом Together. По словам DJ Falcon, Together ранее использовали сэмпл "Valerie" в своих сольных миксах до выхода трека Прудца, но не собирались выпускать его как сингл. В 2005 году Daft Punk выпустили свой третий студийный альбом "Human After All". Как отметил де Омем-Кристо, "Каждый альбом, который мы сделали, тесно связан с нашей жизнью. [...] Личные переживания, которые Тома испытывал во время работы над Human After All, сделали его ближе к тому, где он находился в то время."
Бангальтер был директором по звуковым эффектам для фильма "Войти в пустоту" 2009 года, своей второй работы с режиссером Гаспаром Ное после "Необратимости". Изначально Ное обратился к Бангальтеру с просьбой написать музыку для "Войти в пустоту", но Бангальтер был занят работой над саундтреком к "Трон: Наследие". Вместо этого он предоставил различные клипы с дронов и атмосферными звуками для фильма, которые сопровождались музыкой других исполнителей 1960-х и 70-х годов. В титрах он указан как директор по звуковым эффектам, а в фильме звучит его трек "Désaccords", изначально написанный для "Необратимости".
В 2011 году Бангальтер снял и хореографировал короткометражный фильм с Элоди Буше, который служил рекламой для модной линии Co. Годом позже Бангальтер написал музыку к короткометражному фильму "Первый пункт", режиссером которого был Ричард Филлипс, а главную роль исполнила Линдси Лохан.
В 2013 году Бангальтер и де Омем-Кристо выпустили свой четвертый студийный альбом "Random Access Memories". Один из соавторов альбома, Джорджо Мородер, вспомнил, что дуэт подходил к работе с перфекционизмом; он записывал свой вокал на несколько микрофонов, несмотря на то, что только Бангальтер заметил бы разницу. В 2016 году Daft Punk продюсировали и написали два трека для третьего студийного альбома The Weeknd, "Starboy" и "I Feel It Coming", первый из которых стал первым хитом дуэта номер один в Billboard Hot 100. В июне 2017 года Daft Punk также продюсировали и написали сингл для австралийской электропоп-группы Parcels. Этот сингл стал последней выпущенной работой Daft Punk.
Бангальтер был одним из продюсеров альбома Arcade Fire "Everything Now", который вышел в июле 2017 года. В 2018 году он снова сотрудничал с Ное, предоставив два трека для фильма "Экстаз", включая ранее не выпущенный "Sangria". Он также совместно продюсировал и написал два трека для альбома Маттью Шедида "Lettre infinie" 2019 года, а также занимался мастерингом альбома.
Позже в 2018 году Алан Бракс и Бенжамен Даймонд сообщили, что они и Бангальтер вернулись в студию, чтобы поработать над ремастером "Music Sounds Better with You" к двадцатилетию песни. Лейбл Бангальте Roulé был ликвидирован в том же году. Ремастер вышел 28 июня 2019 года.

### 2021–настоящее время: распад Daft Punk и сольные проекты
22 февраля 2021 года Daft Punk выпустили видео, объявляющее о своем распаде. В ответ на запрос о официальном заявлении по поводу распада Бангальтер выпустил рукописную записку, цитирующую песню Daft Punk «Touch», вместе с отрывком из фильма 1936 года «Новые времена», в котором один персонаж говорит другому улыбнуться, прежде чем они оба уходят вдаль. Друг и соавтор Тодд Эдвардс уточнил, что Бангальтер и де Омем-Кристо продолжают активную деятельность отдельно, и что Бангальтер, в частности, рассматривает потенциальные сольные проекты. Оба по-прежнему делят студию и оборудование.
Фильм 2022 года «Восхождение», режиссированный Седриком Клапишем, включает музыку от Хофеша Шехтера с лёгким вкладом Бангальтера.
В июле 2021 года было объявлено, что первым крупным сольным проектом Бангальтера после распада Daft Punk станет создание музыки для французского балета под названием «Мифологии», представленного балетом Прельжокажа. 90-минутный балет, премьера которого состоялась в июле 2022 года, был поставлен Анжелином Прельжокажем и включает оригинальную музыку Бангальтера с музыкальным руководством Ромена Дюма. Балет премьеры прошёл в Гранд-Театре Бордо, и планировалось его турне. Позже был анонсирован альбом с музыкой к балету, который выйдет на виниле и CD в апреле 2023 года на лейбле Erato Records в сотрудничестве с новым сольным лейблом Бангальтера под названием Alberts & Gothmaan.
Во время продвижения «Mythologies» Бангальтер общался с несколькими новостными изданиями о сольном проекте, юбилейных релизах Daft Punk и распаде дуэта. Он отметил, что намерен отказаться от своего роботизированного образа, ссылаясь на опасения по поводу ИИ и технологических разработок: «Насколько бы я ни любил этот персонаж, последнее, чем я хотел бы быть в нашем мире в 2023 году, — это роботом». Когда его спросили, отказывается ли он полностью от электронной музыки, Бангальтер уточнил, что, хотя Daft Punk — это «вещь прошлого», он не собирается навсегда отказываться от драм-машин и синтезаторов для будущих проектов. В пресс-релизе «Mythologies» была включена иллюстрация его лица без маски, выполненная иллюстратором Vulture Magazine Стефаном Мане, а в интервью Бангальтер появлялся без костюма.
В октябре 2023 года Бангальтер стал одним из участников 25-часового мероприятия под названием «La Grande Veillée», посвящённого повторному открытию Театра де ла Виль в Париже. Он исполнил оригинальную композицию вместе с 32 танцорами на сцене, хореографией которой занимался Саидо Лехлу. В июле 2024 года премьера балета, аналогичного этому выступлению, под названием «Apaches» состоялась с хореографией Лехлу и музыкой, написанной Бангальтером.
В ноябре 2023 года Бангальтер работал с французским художником JR и хореографом Дамьеном Жале на уникальном арт-проекте под названием «Chiroptera», представленном перед Площадью Оперы. Бангальтер создавал музыку, в то время как Жале хореографировал более 150 танцоров в огромной арт-структуре. Проект был представлен публике бесплатно дважды вечером 12 ноября. Саундтрек был выпущен в июне 2024 года на цифровых платформах и на виниле в августе через лейбл Because Music. Вместе с готовой музыкой выступления был также выпущен почти шестичасовой трек сырой музыки Бангальтера из сессий «Chiroptera». JR и режиссер Аличе Рорвахер совместно сняли короткометражный фильм 2024 года, связанный с темами «Chiroptera», под названием «Городская аллегория», в котором звучит музыка Бангальтера для проекта и хореография Жале. Бангальтер также предоставит музыку для другого балета, хореографированного Джалетом, под названием «Mirage», который вышел в 2024 году. После встречи с Кунихико Моринага, работая над «Mirage», Бангальтер написал оригинальную музыку для показа Anrealage на Неделе моды в Париже в 2025 году.
Бангальтер написал оригинальную музыку для фильма Квентина Дюпье «Daaaaaalí!», который премьеры состоялась на Венецианском кинофестивале 2023 года и получил широкий релиз в 2024 году. Музыка Бангальтера была выпущена на стриминговых сервисах и на ограниченном 10-дюймовом виниле через Ed Banger Records в феврале 2024 года.
В 2022 году Бангальтер был замечен в студии с рэпером Lil Nas X. В ноябре 2024 года Lil Nas X выпустил сингл «Light Again!», написанный и продюсированный совместно с Бангальтером.
В 2023 году сообщалось, что Бангальтер появится на двух треках сольного альбома «Times» бывшего участника Kraftwerk Вольфганга Флюра. Треки, выпущенные в марте 2025 года, предположительно содержали Бангальтера под именем «Thomas Vangarde» вместе с Питером Хуком. Однако после выхода альбома выяснилось, что человек, с которым сотрудничал Флюр, был онлайн-мошенником, выдававшим себя за Бангальтера.
В апреле 2025 года стало известно, что Sons of Raphael создали основную тему для сериала Amazon Prime Video «Étoile». Тема была выпущена вместе с B-стороной. Оба трека были продюсированы Бангальтером и выпущены под его лейблом Alberts & Gothmaan.

## Личная жизнь
Бангальтер женат на французской актрисе Элоди Буше, от которой у него двое сыновей по имени Тара-Джей (2002 г.р.) и Роксан (2008 г.р.). В 2004 году они поселились в Беверли-Хиллз, Калифорния. В настоящее время они живут в Париже, а творческие офисы Daft Punk остаются в Лос-Анджелесе.
Сообщалось, что в 2002 году Бангалтер бросил диджеинг в клубах из-за развития тиннитуса, сказав: «Я бросил, потому что хочу защитить свои уши». Орд Мейкл из Slam позже заявил, что Бангалтер в достаточной мере оправился от этого состояния, заявив, что «он немного испугался и подумал, что повредил ухо, и ему пришлось предпринять, очевидно, достаточно решительные шаги, чтобы увидеть, насколько серьёзны повреждения».

## Альбомы

### В составе Daft Punk
- 1997 — Homework
- 2001 — Discovery
- 2001 — Alive 1997
- 2004 — Daft Club
- 2005 — Human After All
- 2007 — Alive 2007
- 2010 — Tron: Legacy
- 2013 — Random Access Memories

### Сольная дискография
- 1995 — Trax On Da Rocks
- 1995 — Roulé Boulé
- 1995 — What To Do
- 1995 — Outrun
- 1995 — Ventura
- 1996 — Spinal Scratch
- 1998 — Trax On Da Rocks|Trax On Da Rocks Vol. 2
- 2000 — Together
- 2003 — Outrage
- 2023 — Mythologies